# Torneo de Viña del Mar 2001
El Torneo de Viña del Mar es un torneo de tenis que se jugó en arcilla. Desde ese año, se trasladó a la ciudad de Viña del Mar. Fue la 8° edición oficial del torneo. Se realizó entre el 12 y el 18 de febrero.

## Campeones

### Individuales masculino
Guillermo Coria venció a  Gastón Gaudio por 4-6, 6-2 y 7-5

### Dobles masculino
Lucas Arnold /  Tomás Carbonell vencieron a  Mariano Hood /  Sebastián Prieto por 6-4, 2-6 y 6-3